# مطار بيرث
مطار بيرث الدولي (إياتا: PER، إيكاو: YPPH) مطار دولي يقع في ضاحية مطار بيرث بأستراليا منذ عام 1997، وقد تم تشغيله من قبل بيرث بي تي واي المحدودة، وهي شركة خاصة (سابقا مطارات شركة بي تي واي المحدودة) بموجب عقد إيجار لمدة 99 سنة من حكومة الكومنولث.